# (467104) 2016 EN57
(467104) 2016 EN57 es un asteroide perteneciente al cinturón de asteroides, descubierto el 24 de marzo de 1998 por el equipo Spacewatch desde el Observatorio Nacional de Kitt Peak (Arizona, Estados Unidos).